# Un flic d'exception
Un flic d'exception (Golden Boy) est une série télévisée américaine constituée de treize épisodes de 42 minutes, créée par Nicholas Wootton (en) et Greg Berlanti, diffusée entre le 26 février et le 14 mai 2013 sur le réseau CBS aux États-Unis et sur le réseau CTV et CTV Two au Canada.
Au Québec, la série est diffusée à partir du 27 mai 2014 sur Séries+, et en France à partir du 9 juillet 2017 sur TV Breizh. Elle reste néanmoins inédite dans les autres pays francophones.

## Synopsis
La montée en puissance d'un « simple flic » qui devient en quelques années seulement officier, puis détective et enfin commissaire...

## Distribution

### Acteurs principaux
- Theo James (VF : Damien Ferrette) : Lieutenant Walter William Clark, Jr.
- Chi McBride (VF : Gilles Morvan) : Lieutenant Don Owen
- Kevin Alejandro (VF : Frédéric Popovic) : Christian Arroyo
- Bonnie Somerville (VF : Christine Bellier) : Deborah McKenzie
- Holt McCallany (VF : Serge Biavan) : L'inspecteur Joe Diaco
- Stella Maeve (VF : Audrey Sablé) : Agnes Clark, sœur de Walter
- Ron Yuan (en) (VF : Roland Timsit) : Lieutenant Kang

Photos des acteurs principaux
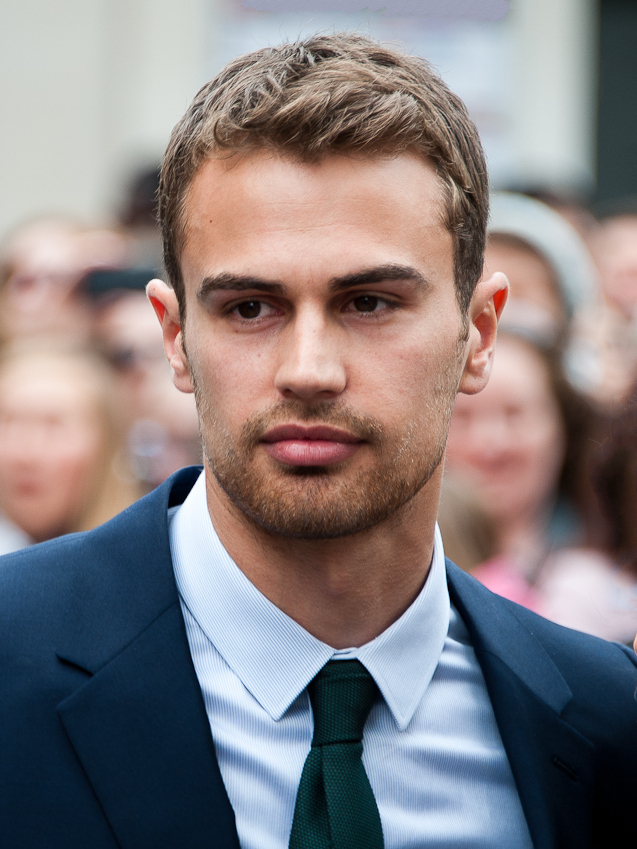
Theo James interprète Walter William Clark, Jr.
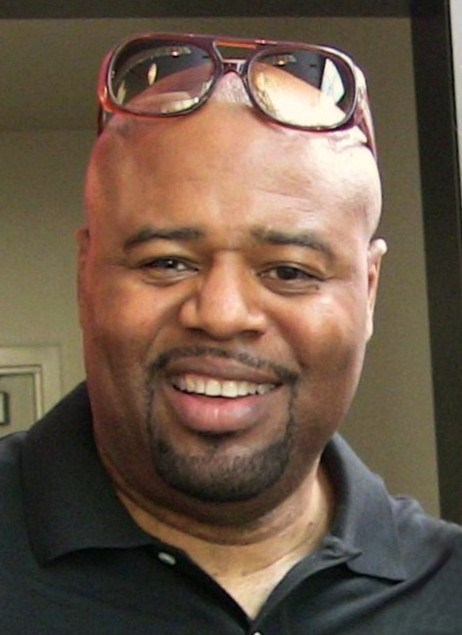
Chi McBride interprète Don Owen
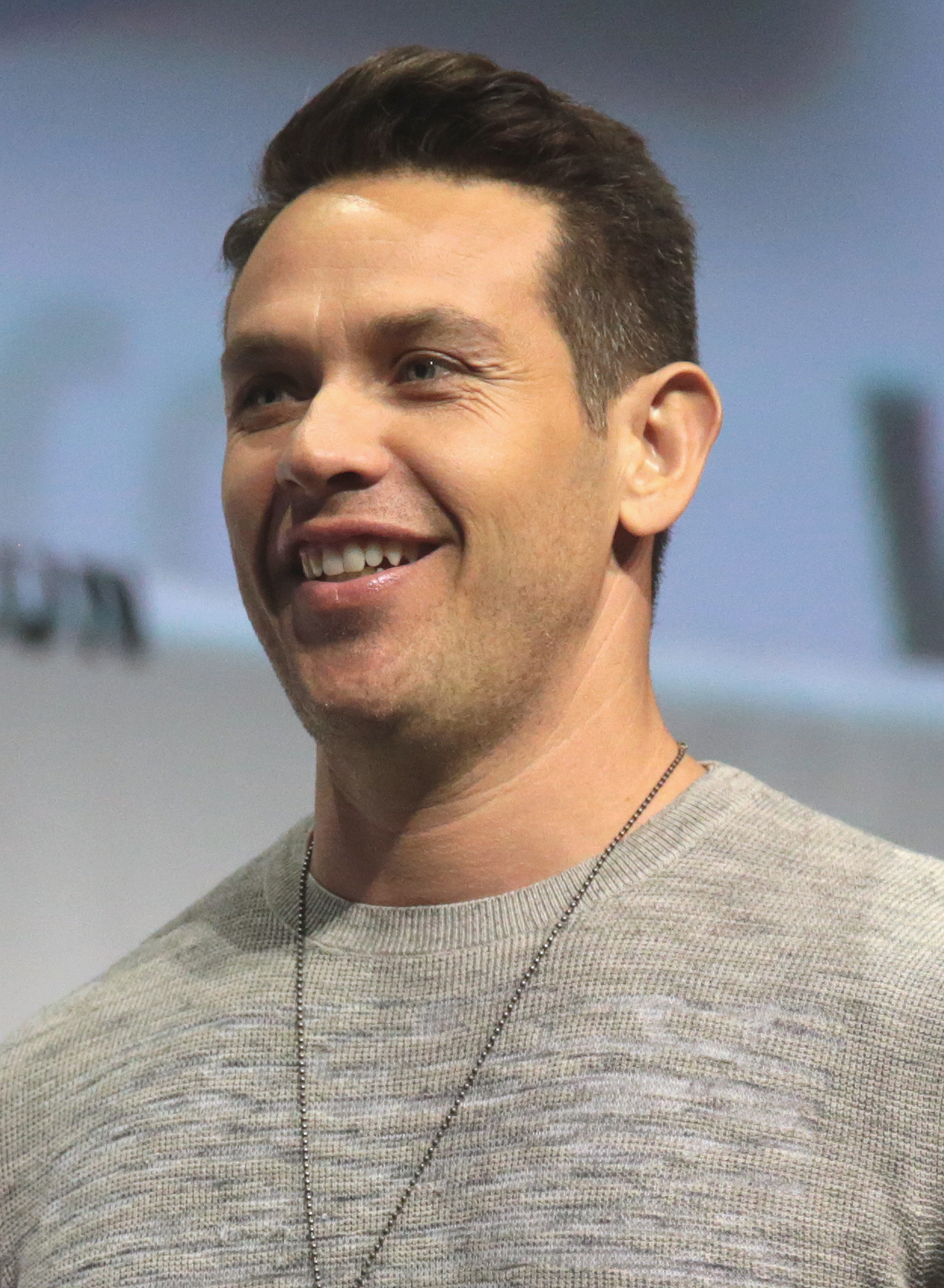
Kevin Alejandro interprète Christian Arroyo
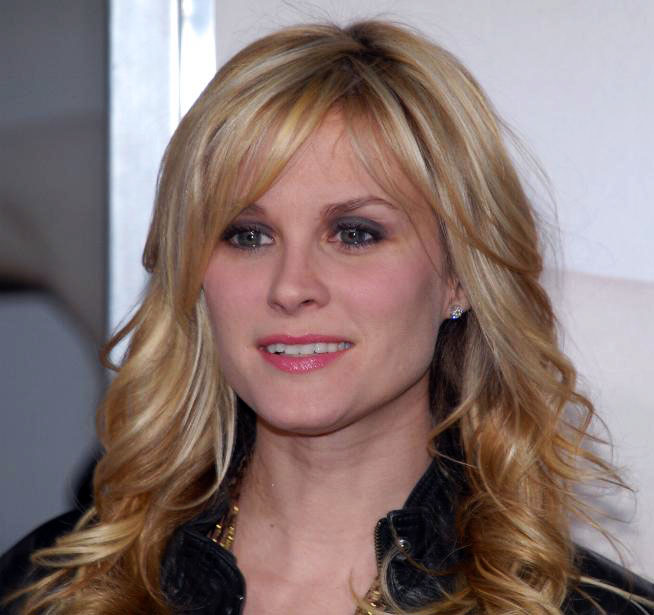
Bonnie Somerville interprète Deborah McKenzie

### Acteurs récurrents et invités
- Polly Draper (VF : Françoise Vallon) : Nora Clark (6 épisodes)
- Trieste Kelly Dunn (VF : Laëtitia Lefebvre) : Margot Dixon (6 épisodes)
- Eric Morris (VF : François Raison) : Carlton Holbrook (6 épisodes)
- Stephanie Brait (VF : Camille Donda) : Natasha Radkovich (4 épisodes)
- Valarie Pettiford (VF : Christine Delaroche) : Maxine Owen (4 épisodes)
- Andrea Navedo (VF : Brigitte Virtudes) : Lorraine Arroyo (4 épisodes)
- Brandon Gill : Philip Cole (4 épisodes)
- Richard Kind (VF : Michel Dodane) : Paul Daly (épisodes 1, 12 et 13)
- Odette Annable (VF : Victoria Grosbois) : ADA Kat O’Connor[6] (épisodes 2 et 3)

- Version française
  - Société de doublage : Dubbing Brothers[7]
  - Direction artistique : Barbara Tissier[7]

Source VF : Doublage Séries Database

## Développement

### Production
Le développement de la série a débuté en septembre 2011 sous le titre Untitled Greg Berlanti/Nicholas Wootton Project. Le pilote a été commandé en janvier 2012 sous son titre actuel.
Le 13 mai 2012, CBS a commandé la série pour la saison 2012-2013, et a annoncé trois jours plus tard lors des Upfronts que la série sera diffusée à la mi-saison.
Le 6 décembre 2012, CBS a dévoilé que la série débutera les mardis 26 février et 5 mars à 22 h, avant d'intégrer sa case régulière du vendredi à 21 h à partir du 8 mars 2013. Le 7 mars, CBS change son planning et conserve la série dans la case du mardi, reléguant Vegas au vendredi pour le reste de la saison.
Le 10 mai 2013, CBS a annulé la série.

### Casting
Les rôles ont été attribués dans cet ordre : Chi McBride, Kevin Alejandro, Ryan Phillippe (Walter William Clark), Stella Maeve, Theo James (remplaçant Ryan Phillippe dans le rôle principal), Bonnie Somerville et Holt McCallany.

## Épisodes
1. Premier pas (Pilot)
2. Le Prix de la vengeance (The Price of Revenge)
3. La Justice et la loi (Young Guns)
4. Cartes sur table (Role Models)
5. Cercle vicieux (Vicious Cycle)
6. Savoir dire non (Just Say No)
7. Au nom du frère (McKenzie on Fire)
8. Le Meilleur d'entre nous (Scapegoat)
9. Expiation (Atonement)
10. Jeunesse sacrifiée (Sacrifice)
11. Dernier stade (Longshot)
12. Dos au mur (Beast of Burden)
13. Question suivante (Next Question)

## Accueil

### Critiques
La réception critiques de Un flic d'exception a généralement été positive. Sur Metacritic, la série a reçu "des critiques généralement favorables", reflétée par un score de 63⁄100, basé sur 23 opinions.

### Audiences

#### Aux États-Unis
Le premier épisode, diffusé dans la case horaire de Vegas le mardi soir, a attiré 10,56 millions de téléspectateurs (1.8/5 parmi les 18 à 49 ans), réalisant une audience dans la moyenne de Vegas et classé premier contre Body of Proof sur ABC et Smash sur NBC. Le deuxième épisode a attiré 9,40 millions de téléspectateurs (1.6/5 parmi les 18 à 49 ans), toujours en tête.
Malgré les bonnes audiences, la CBS annule la série.
| Saison | Nombre d’épisodes | Diffusion originale | Diffusion originale | Diffusion originale | Diffusion originale            |
| Saison | Nombre d’épisodes | Années              | Début de saison     | Fin de saison       | Audience moyenne (en millions) |
| ------ | ----------------- | ------------------- | ------------------- | ------------------- | ------------------------------ |
| 1      | 13                | 2013                | 26 février 2013     | 14 mai 2013         | 8,19                           |